# Remdesivir
Remdesivir er et bredspektret antiviralt lægemiddel udviklet af det amerikanske medicinalfirma Gilead Sciences. Det blev oprindeligt udviklet til behandling af hepatitis C, men er siden blevet testet på andre vira som ebolavirus og coronavirus.

## COVID-19
Ved et studium, der bl.a. inkluderede danske COVID-19-patienter, kunne man ikke påvise en statistisk sikker fald i dødeligheden (selv om der var en usikker tendens til et fald i dødeligheden fra 11,9 % hos patienter, der fik givet placebo, til 7,1 % hos patienter, der fik givet Remdesivir). Derimod var der en statistisk sikker forkortelse af den tid det tog at blive rask med remdesivir  (Medianhelbredelsestiden blev reduceret fra 15 til 11 dage.)
Et større studie der blev rapporteret ved en foreløbig rapport i oktober 2020 indikerede ingen eller lille effekt af Redemsivir på COVID-19.
Remdesivir er blevet godkendt til akutbehandling af COVID-19 i USA og tillige godkendt i Japan til behandling af patienter med svære symptomer.

## Bivirkninger
Bivirkninger af Remdesivir kan omfatte inflammation i leveren, kvalme, nedsat blodtryk og svedafsondring. Remdesivir er et såkaldt prodrug, der i kroppen omdannes til forbindelsen GS-441524, en ribonukleotid-analog, der forhindrer kopiering af virussens arvemateriale.